# Кевин Дюранд
Кевин Серж Дюранд (на английски: Kevin Serge Durand; роден на 14 януари 1974 г.) е канадски актьор.
Познат е с ролите си на Мартин Кийми в „Изгубени“ и Фред Дюкс в „Х-Мен началото: Върколак“.

## Филмография

### Кинофилми
- „Остин Пауърс: Шпионинът любовник“ (1999)
- „Гореща Аляска“ (1999)
- „К-9: Частен детектив“ (2002)
- „Ефектът на пеперудата“ (2004)
- „Скуби-Ду 2: Чудовища на свобода“ (2004)
- „Като рокерите“ (2007)
- „Ескорт до затвора“ (2007)
- „Х-Мен началото: Върколак“ (2009)
- „Легион“ (2010)
- „Робин Худ“ (2010)
- „Жива стомана“ (2011)
- „Аз съм номер четири“ (2011)
- „Заразно зло: Възмездие“ (2012)
- „Ной“ (2014)

### Телевизия
- „До краен предел“ (2000)
- „Спешно отделение“ (2000)
- „Старгейт“ (2001 – 2002)
- „Отвлечени“ (2002)
- „Мъртви като мен“ (2003)
- „Тарзан“ (2003)
- „Андромеда“ (2005)
- „От местопрестъплението“ (2005)
- „Кайл Екс Уай“ (2006)
- „Мъртвата зона“ (2006)
- „Безследно изчезнали“ (2006)
- „От местопрестъплението: Маями“ (2007)
- „Прокурорът“ (2007)
- „Изгубени“ (2008 – 2010)
- „Американски татко!“ (2010)
- „Щамът“ (2014)